# Guizhouponny
Guizhouponnyn är en gammal hästras av ponnytyp som härstammar från Guizhou-provinsen i sydvästra Kina. Ponnyerna har existerat i området sedan 700-talet f.Kr. och används mest för att transportera salt ifrån de bergiga regionerna. Det är en ganska liten, men stark ponny som är uthållig på långa distanser. 

## Historia
Redan under 700-talet f.Kr. utvecklades jordbruken i de frodiga dalarna i Guizhou och efterfrågan på starka ponnyer som klarade av den bergiga terrängen växte kraftigt. Bland annat har man hittat målningar på klipporna i Guizhou där det ovanligt nog är fler hästar avbildade än på några andra grott- eller klippmålningar i Kina. Bland annat avbildas hästar som rids av människor. 
Man tror att Guizhouponnyerna har funnits i bergen i flera tusen år, men att de kan ha förbättrats under årens lopp. Bland annat importerades många ponnyer från Mongoliet till Kina som t.ex. den primitiva Przewalskihästen eller den mongoliska ponnyn som blandades med lokala stammar i hela landet. Dessa hade säkert en påverkan på Guizhouponnyerna. Handeln med hästar blev en stor del i området och ponnyerna användes bland annat för att transportera salt från bergen. Hästarna blev allt viktigare för bönderna i området.
Enligt historiska dokument har hela Guizhou varit det största centrumet för hästuppfödning i hela Kina och det finns även dokumenterat att så många som 42 679 hästar skickades till kejsaren under ett lopp på bara 20 år, mellan 1384 och 1404. Den ständigt ökande efterfrågan på ponnyerna gjorde att lokala uppfödare lade ner mycket själ och hjärta i sin avel. 
Under 1950-talet gjordes åtskilliga försök att förbättra ponnyerna genom att försöka korsa in importerade hästar från bland annat Ryssland men Guizhouponnyernas arvsanlag var så starka att utaveln inte hade någon större effekt på ponnyerna. Idag avlas fortfarande ponnyerna rena, fast i två olika typer och räknas som en gammal historisk hästras.

## Egenskaper
Guizhouponnyn är en typisk bergshäst som är stabil i humöret och säker på foten. Den har en primitiv styrka som gör att den passar utmärkt för lättare jordbruk och transport i bergen. Den används även som ridhäst för sin uthållighet. Ponnyerna kan trava i en jämn fart under en lång distans i bergig terräng. Ponnyerna är även samarbetsvilliga och lydiga med ett stort tålamod. Enligt uppfödarna föds mer än hälften av hästarna bruna eller fuxar men de kan även vara skimmel, svart eller black.
Ponnyerna är ganska primitiva i utseendet med en kort, kompakt kropp med kort bakdel. Huvudet har en rak nosprofil med små, rättuppstående öron. Huden är tunn på hästarna medan tagel som man och svans ofta är riktigt tjockt och kraftigt. Idag avlas även ponnyerna i två typer. Ridtypen är något mindre och lättare i kroppen med en böjd nacke medan pack- och transporttypen har en mer robust kropp och en rakare nacke. Hovarna är starka hos ponnyerna som sällan behöver skos, även under hårt arbete i bergen.